# Maluso
Maluso là một đô thị cấp bốn ở tỉnh Basilan, Philippines. Theo điều tra dân số năm 2015, đô thị này có dân số 40.646 người trong.

## Các đơn vị hành chính
Maluso, về mặt hành chính, được chia thành 20 khu phố (barangay).
| - Abong-Abong - Batungal - Calang Canas - Guanan B (Zone I) - Guanan South (Zone II) - Limbubong - Mahayahay Lower (Zone I) - Muslim Area - Port Holland Zone I Pob. (Up - Port Holland Zone II Pob. | - Port Holland Zone III Pob. - Port Holland Zone IV (Lower) - Townsite (Pob.) - Taberlongan - Fuente Maluso - Tamuk - Tubigan - Mahayahay Upper (Zone II) - Port Holland Zone V - Upper Garlayan |